# Der schwarze Walfisch
Der schwarze Walfisch ist ein deutsches Filmdrama von Fritz Wendhausen aus dem Jahre 1934 mit Emil Jannings in der Hauptrolle. Das Drehbuch beruht auf Marcel Pagnols Bühnenstück Fanny von 1931.

## Handlung
Der alte Peter Petersen betreibt im hohen Norden die Hafenkneipe „Zum schwarzen Walfisch“. Sein Sohn Martin liebt Fanny, die Tochter der Fischhändlerin Jürgens. Diese wünscht sich für Fanny als Ehemann jedoch den deutlich älteren Herrn Pannies, einen vermögenden Witwer und Schulfreund Peter Petersens. Doch Fanny hat kein Interesse an dem älteren Mann.
Martin Petersen zieht es zur See und will, gegen den erklärten Willen des Vaters, als Matrose an Bord eines Schiffes anheuern. Fanny, die ein Kind von Martin erwartet, lässt ihn traurig ziehen, da sie seinem Lebenstraum nicht im Wege stehen will. Als er gegangen ist, bricht sie jedoch zusammen.
Tief getroffenen über den Weggang des einzigen Sohnes sucht Peter Petersen, der versucht, sich nichts anmerken zu lassen, Trost bei der mitleidenden Fanny, der er all seine väterlichen Gefühle zukommen lässt. Ein sie erreichender Brief Martins zeichnet sich durch offensichtliche Gleichgültigkeit ihr gegenüber aus. Herr Pannies versucht derweil ein weiteres Mal sein Glück bei der werdenden Mutter und bittet Frau Jürgens um die Hand ihrer Tochter. Diese sieht nun die letzte Chance gekommen, Fanny unter die Haube zu bringen und versorgt zu wissen. Pannies kümmert sich liebevoll um das Mädchen und freut sich sogar über das werdende Leben, da er hofft, in dem Kind einen eigenen Stammhalter zu bekommen. Fanny will ihn jedoch immer noch nicht heiraten, da sie tief im Innersten ihres Herzens die Heimkehr Martins erhofft. Schließlich nimmt sie die Unterstützung von Pannies und Petersen aber doch an.
Fanny bekommt einen Sohn und nennt ihn Peter Martin Pannies. In einer stürmischen Regennacht kehrt Martin zurück. Der alte Petersen ist überglücklich und zeigt seinem Sohn sogleich dessen altes Zimmer, das er seit dessen Weggang unverändert gelassen hat. Doch Martin zieht es augenblicklich zu Fanny, von dessen Mutterschaft er bislang nichts wusste. Nun stellt er eifersüchtig Forderungen und will von Pannies, der diesen Moment stets gefürchtet hat, Frau und Kind zurück. Der alte Mann ist verzweifelt. Er glaubt sich sicher, dass er nun Fanny und das von ihm geliebte Kind verlieren wird. Doch Fanny erkennt jetzt endlich, dass ihre Zukunft nur an der Seite eines zuverlässigen Mannes, wie Pannies einer ist, liegen kann und bekennt sich vor Martins Augen zu ihm. Auch Peter Petersen stellt sich auf Fannys und Pannies‘ Seite und verweist seinen eigenen Sohn des Hauses. Als Martin gegangen ist, lehnt sich Fanny an die Brust des Walfisch-Wirtes an und weint bitterlich.

## Produktionsnotizen
Der schwarze Walfisch, einer der unbekanntesten Jannings-Filme und zugleich die erste im Dritten Reich entstandene Kinoproduktion mit dem deutschen Filmstar, entstand im Januar 1934 im EFA-Atelier von Berlin-Halensee und war die vorletzte Filmproduktion des deutsch-jüdischen Filmemachers Willi Wolff, der seit der Machtübernahme der Nationalsozialisten im Januar 1933 nur noch stark eingeschränkt arbeiten durfte. Die Filmzensur ließ den Streifen am 19. Februar 1934 passieren, die Uraufführung erfolgte am 2. März 1934 im UFA-Palast am Zoo. In Österreich lief der Film auch unter dem Titel Zum schwarzen Walfisch.
Die Produktionsleitung hatte Helmuth Schreiber, die Bauten entstammten den Händen des Filmarchitektengespanns Hans Sohnle und Otto Erdmann. Die musikalische Leitung oblag Siegfried Schulz.
Die 20-jährige Theaternovizin Angela Salloker gab hier ihr Filmdebüt.

## Vorlage
Die literarische Vorlage Fanny ist der mittlere Teil der sogenannten „Marseiller Trilogie“ Marcel Pagnols, bestehend aus Marius, Fanny und César. Anders als die französische Vorlage hat Wendhausen seine Fassung an der deutschen Küste spielen lassen. Vor dieser deutsche Produktion hatte es 1932 bereits eine französische Fanny-Kinofassung unter der Regie Marc Allégret nach Pagnols Drehbuch gegeben. Eine US-amerikanische Verfilmung unter dem Titel Fanny mit Horst Buchholz und Leslie Caron kam 1961 in die Kinos.

## Rezeption
„Der Film ist nicht etwa ‚Starfilm‘, aber es ist natürlich hoch bedeutsam, daß Emil Jannings in der Rolle des Schankwirts Peter Petersen wieder im deutschen Film erscheint. Jannings zeigt sich in diesem Film wieder als großer Künstler, als gereifter Menschendarsteller, der vieles, was ihm amerikanische Filmmethoden aufgepfropft haben, gottlob in diesem Film vollkommen vergessen hat. Er ist ein Mensch, schlechthin ein Mensch. Und das ist gewiß viel. Man wird Zeuge einer großen schauspielerischen Leistung, deren Eindruck man nicht vergißt. […] Bemerkenswert die Fanny der Angela Salloker, die nach beachtlichen Bühnenerfolgen, auch bei ihrem Tonfilmdebüt ausgezeichnet abschneidet. Gewiß ist sie äußerlich kein Mädchen von der Waterkant (wohin der Film manuskriptgemäß verlegt ist), aber sie ist ein junges Mädchen, das schlichtes, inniges tiefes Gefühl echt zum Ausdruck zu bringen weiß.“

„Thema nicht überwältigend. Aber wie Jannings das spielt. Ein großer Menschendarsteller.“

„Der großartig gespielte Film ist die deutsche Version von Marcel Pagnols Dramen ‚Fanny‘ und ‚Marius‘.“

Der Autor und Kritiker Karlheinz Wendtland meinte, hier habe man es „mit einem musterhaften Kammerspiel im Film zu tun“. Jannings Leistung würdigte er mit den Worten: „Jannings lebt in seiner Rolle. Das ist wiederum eine Bestätigung seiner großen Darstellungskunst.“ Weiter hieß es: „Angela Salloker, die damals am Münchener Stadttheater engagiert war, ist eine Leinwand-Neuentdeckung. Die schmale, zerbrechliche Gestalt zeigt ein Gesicht, das alles vermitteln kann. Sie war von hinreißender Zartheit und Hingabe. Ein Erlebnis! Dagegen bleibt Franz Niklisch auf Trotz beschränkt. Durch die Besetzung der Rolle des Pannies mit Max Gülstorff wurde alles Peinliche von vornherein vermieden. Der Film ist großartig.“